# Katra (dystrykt Shahjahanpur)
Katra – miasto w północnych Indiach w stanie Uttar Pradesh, na Nizinie Hindustańskiej.
Populacja miasta w 2001 roku wynosiła 26 371 mieszkańców.